# Gibloux FR
| FR ist das Kürzel für den Kanton Freiburg in der Schweiz. Es wird verwendet, um Verwechslungen mit anderen Einträgen des Namens Gibloux zu vermeiden. |

Gibloux (deutsch früher Gibel) ist eine politische Gemeinde im Kanton Freiburg, Schweiz, die auf den 1. Januar 2016 per Fusion gegründet wurde. Die im Saanebezirk gelegene neue Gemeinde entstand aus dem Zusammenschluss der ehemaligen Gemeinden Corpataux-Magnedens (BFS-Nummer 2184), Farvagny (BFS-Nummer 2192), Le Glèbe (BFS-Nummer 2223), Rossens (BFS-Nummer 2222) und Vuisternens-en-Ogoz (BFS-Nummer 2231) und erhielt die BFS-Nummer 2236. Sitz der Gemeindeverwaltung ist Farvagny-le-Grand.

## Geographie
Die Gemeinde liegt am Nordosthang des Gibloux, etwa 12 Kilometer südsüdwestlich des Bezirks- und Kantonshauptortes Freiburg. Sie besteht aus vielen kleinen und grösseren Dörfern, die alle einmal selbständige Gemeinden waren. 
Die wichtigsten Dörfer sind: 
- Corpataux (687 m ü. M.), östlich der A12 und der Hauptstrasse 12 am Steilhang der hier mäandrierenden Saane
- Estavayer-le-Gibloux (698 m ü. M.), über der Talmulde der Glâne
- Farvagny-le-Grand (701 m ü. M.), im Zentrum der neuen Gemeinde südlich der Talmulde der Longivue
- Farvagny-le-Petit (701 m ü. M.), nördlich der Talmulde der Longivue
- Illens (693 m ü. M.), südwestlich des Schloss Illens südlich der Saane
- Magnedens (707 m ü. M.), westlich der A12, südsüdwestlich der Autobahnraststelle La Tuffière
- Rossens (708 m ü. M.), mit der gleichnamigen Autobahnausfahrt der A12, nordwestlich des Nordendes des Greyerzersees gelegen
- Vuisternens-en-Ogoz (797 m ü. M.), am Nordhang des Gibloux

Nachbargemeinden sind im Uhrzeigersinn im Norden beginnend Autigny, Cottens und Hauterive im Norden, Bois-d’Amont und Treyvaux im Osten, Pont-en-Ogoz, Pont-la-Ville und Sorens im Süden sowie Villorsonnens im Westen.